# مضيف متوسط

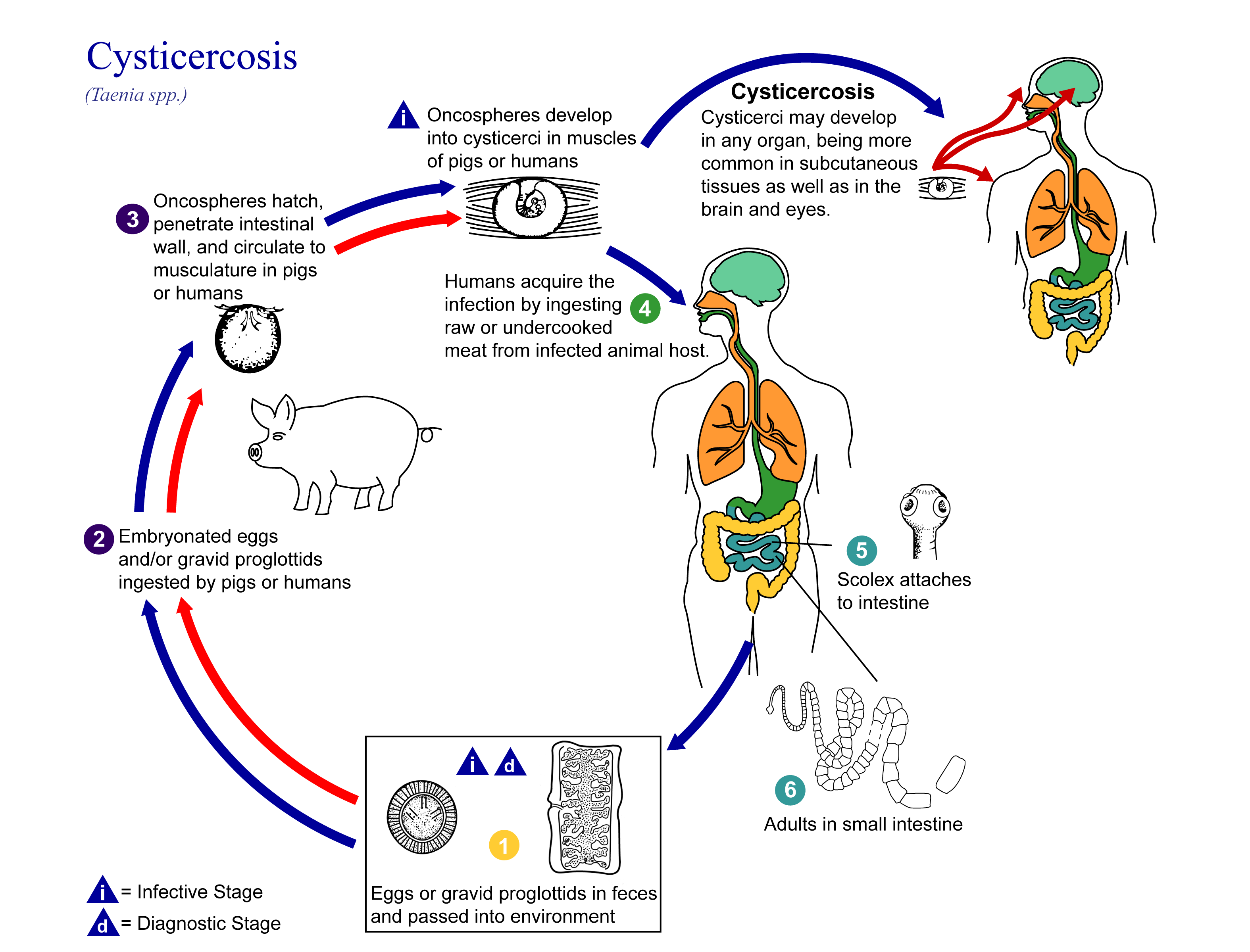

المضيف المُتوسط أو المضيف الوَسيط أو العائِل الوسيط أو العائِل المتوسط (بالإنجليزية: Intermediate host)‏ ويُسمى أيضاً المُضيف الثانوي أو العائِل الثانوي (بالإنجليزية: Secondary host)‏، وهوَ العائِل الذي يؤوي الطُفيلي لفترة انتقالية قَصيرة فقط، وغالباً تتضمن هذه الفَترة بعض المراحلة النهائية لعملية لتطور الطُفيلي. في المثقبية البروسية التي تُسبب داء المثقبيات الأفريقي يُعتبر الإنسان المُضيف المتوسط لها، بينما تُعتبر ذبابة تسي تسي المُضيف النهائي لها حيثُ يحدث التكاثر في داخل الحَشرة. الديدان الشريطية والطفيليات الأخرى من الديدان المُسطحة تمتلك دورات حياة مُعقدة، حيثُ تمر مراحل التطور بسلسلة من المُضيفات المُختلفة.
بما أنَّ دورات حياة العديد من الطُفيليات غير مفهومة جيداً حتى الآن، فإنهُ في بعض الأحيان يتم تعريف الكائن الحي «الأكثر أهمية» في دورة الحياة على أنهُ المُضيف النهائي، وقد يستمر هذا الأمر حتى بعد اكتشاف أنَّ هذا الأمر غير صحيح. مثلاً، تُعتبر الديدان الكدارية مُضيف مُتوسط للميخوط الدماغي، بالرغم أنهُ عُرف أنَّ الطفيلي المُسبب للمرض يتكاثر جنسياً داخلها.
في الدودة الشعرينة الحلزونية التي تُسبب داء الشعرينات يَمتلك المُضيف كلا الجنسين البالغين تناسلياً في جهاز الهضمي، كما يمتلك الأحداث اليافعة غير الناضجة في العضلات، وبالتالي يُعتبر المُضيف مُضيف نهائي ومتوسط في نفس الوَقت.

## التسمية
يمتلك المُضيف المُتوسط عدد من التَسميات، حيثُ يُسمى الثَوِيّ المتوسط أو الثَوِيّ الوَسيط، حيثُ أنَّ الثَّوِّيّ حَسب معجم المعاني الجامع وَالمعجم الوسيط هوَ البَيت المُهيَّأ للضيف، وجمعها أثْوِيَة.